# Parti vert de Malaisie
Le Parti vert de Malaisie (en malais : Parti Hijau Malaysia) est un parti politique malaisien axé sur l'environnementalisme.

## Historique
Le parti est créé en 2010 en tant que mouvement en ligne. L'intention initiale du fondateur Azlan Adnan est de responsabiliser et d'unir toutes les ONG environnementales (ONGE) en Malaisie et de promouvoir l'agenda vert dans la conscience politique malaisienne,. Le parti est affilié à Himpunan Hijau et compte plus de 80 ONG. Le parti est initialement anti-Barisan Nasional mais au fil des années, il est devenu plus partagé et plus critique, à la fois envers Barisan Nasional mais aussi à l'encontre du Pakatan Harapan.
En 2022, le parti n'a participé à aucune élection aux niveaux national et étatique. Abdul Razak Ismail annonce que le parti se présentera aux élections de l'État de Selangor en 2023. Cependant, en mars 2024, l'enregistrement du parti n'a pas encore été approuvé.